# Бун Рені
Бун Рені (кхмер. ប៊ុន រ៉ានី; (15 грудня 1954 , Кампонгтям ) — дружина багаторічного прем'єр-міністра Камбоджі Гун Сена, перша леді Камбоджі, віце-президент та президент Національної асоціації Камбоджійського Червоного Хреста. Отримала національне та міжнародне визнання та численні нагороди за свою роботу з дітьми-сиротами та бідними в Камбоджі, поінформованість про ВІЛ/СНІД та її профілактику, а також акцент на жіночих проблемах із зусиллями покращити домашню безпеку та розширення прав і можливостей через навчання та професійну підготовку. Її повний почесний титул — Samdech Kittipritbandit Bun Rany Hun Sen (кхмер. សម្តេចកិត្តិព្រឹទ្ធបណ្ឌិត ប៊ុន រ៉ានី ហ៊ុនសែន; «Видатний старший науковець Бан Рені Хун Сен»).

## Назви
Як дружина прем'єр-міністра, вона раніше іменувалася Лок Чумтеав Бун Рані — Хун Сен (кхмерська: លោកជំទាវប៊ុន រ៉ានី ហនី ហ៊ុហ៊ុស). Лок Чумтєв — це титул для високопоставлених жінок-чиновників або дружин високопоставлених міністрів чи урядовців. Ім'я її чоловіка вказує на те, що її титул пов'язаний із її статусом дружини Хун Сена. 30 березня 2011 року король Камбоджі Нородом Сіамоні дав їй титул Кіттіпрітбандіт (Khmer: កិត្តិព្រឹទ្ធបណ្ឌិត), титул, що приблизно означає «Відмінний старший мудрець / учений / доктор філософії» і еквівалент почесного доктора Королівської академії Камбоджі. 8 травня 2013 року король Сіамоні нагородив їй титулом Samdech (Khmer: សម្ដេច សម្ដេច), найвищий титул у царстві кхмера, тим самим зробивши її повну назву Samdech Kittipritbandit Bun Rany Hun Sen (Khmer: សម្ដេច ព្រឹទ្ធ បណ្ឌិត ប៊ុ ន រ៉ា រ៉ា ហ៊ុន ហ៊ុន សែន សែន សែន សែន សែន សែន សែន សែន សែន). Хоча технічно до неї слід звертатися як Самдек, її часто неофіційно називають Лок Чумтєв.

## Ранній життєпис
Бун Рені народилася, як Бун Сем Хіенг у китайсько-кхмерській родині в тодішній провінції Кампонгтям Камбоджі в Рока Кхнао, район Крауч Чхмар (нині частина провінції Тбонг Кхмум).
 Її батьки, Лін Крі та Бун Сіенг Лі, були процвітаючими фермерами, які вели своє походження від Квантун (Гуандун) у Китаї. У Рені два брати і три сестри. У дитинстві, до Громадянської війни в Камбоджі, всі вони щодня ходили півгодини пішки до школи, переходячи через річку Рока Кхнао в суху пору року або їздили на поромі в сезон дощів, коли вода була надто глибока, щоб перейти. Вона заявила, що ніжні повчання її бабусі та дідуся з камбоджійської традиції дуже вплинули на її подальше життя. У 1970 році, коли Рені було 16 років, померли її дідусь і бабуся. Невдовзі після цього генерал Лон Нол скинув принца Нородома Сіанука. Ці дві події глибоко вплинули на неї, і коли принц у вигнанні приєднався до комуністичних червоних кхмерів і закликав камбоджійців боротися проти уряду Лон Нола, Рені таємно приєдналася до Національного об'єднаного фронту Кампучії. Місцеві кадри надали їй вибір посади. Вона обрала медичну сферу, а керівництво організувало її навчання лікарями, які приїхали з Пномпеня, щоб читати лекції новобранцям. Після шести місяців навчання червоних кхмерів її відправили назад у Крауч Чхмар із званням спеціаліста з охорони здоров'я. До 1974 року вона була директором лікарні червоних кхмерів, розташованої приблизно за 50 км від лінії фронту боїв проти урядових сил Кхмерської Республіки Лон Нола. 

## Шлюб з Хун Сеном
У березні 1974 року Рені зустріла Хун Сена (через Ле Дих Тхо), який, приєднавшись до червоних кхмерів у 1970 році, командував більшістю солдатів, які проходили лікування в її лікарні. Оскільки керівництво червоних кхмерів забороняло будь-які зв'язки між людьми і суворо контролювало всі аспекти життя, включаючи залицяння та шлюб, вони таємно зустрічалися з допомогою інших людей, а іноді й під виглядом партійної діяльності. Хун Сен офіційно попросив Ангкар дозволити шлюб наприкінці 1974 року, але, незважаючи на його репутацію лідера, йому сказали почекати, поки Пномпень не буде захоплено, і вся країна буде під владою червоних кхмерів. У 1975 році, за день до падіння Пномпеня, Хун Сен був вражений осколком і втратив ліве око. Вважаючи його тепер інвалідом, керівництво Бан Рені вирішило, що він не підходить для шлюбу, і замість цього спробували влаштувати їй шлюб із серією відомих чоловіків у районі Крауч Чхмар. Однак усіх їх вона відкинула. Так само, керівництво Хун Сена намагалося знайти для нього «більш гідного» партнера, пропонуючи, серед іншого, високопоставлену партійну функціонерку на дванадцять років старшу за нього. Їхня відмова виконувати накази свого керівництва призвела до зниження поваги та підозри в лояльності. На початку 1976 року Ангкар організував групову церемонію одруження з дванадцятьма пораненими та інвалідами і повідомили Хун Сена і Бун Рені, що вони можуть одружитися в рамках цієї події. Групове весілля відбулося з невеликою церемонією у дуже віддаленому місці, де не було членів їх сімей. Їм наказали жити в районі Мемот, де Хун Сен перебував на кордоні з В'єтнамом, а Рені призначили працювати в сусідніх районах Понхеа Краек і Тбунг Кхмум. 10 листопада 1976 року Бун Рені народила їхню першу дитину в Мемоті, сина, якого вони назвали Камсот (що означає «сумний»), який помер пізніше того ж дня. На думку Рені новонародженого кинула медсестра червоних кхмерів.
Пізніше у Хун Сена та Рені народилося шестеро дітей: чотири сини (один з них помер) і три дочки (одна з них усиновлена). Їх звуть Комсот (померлий), Мане, Мана, Маніт, Мані, Малі та Маліс.

## Діяльність першої леді

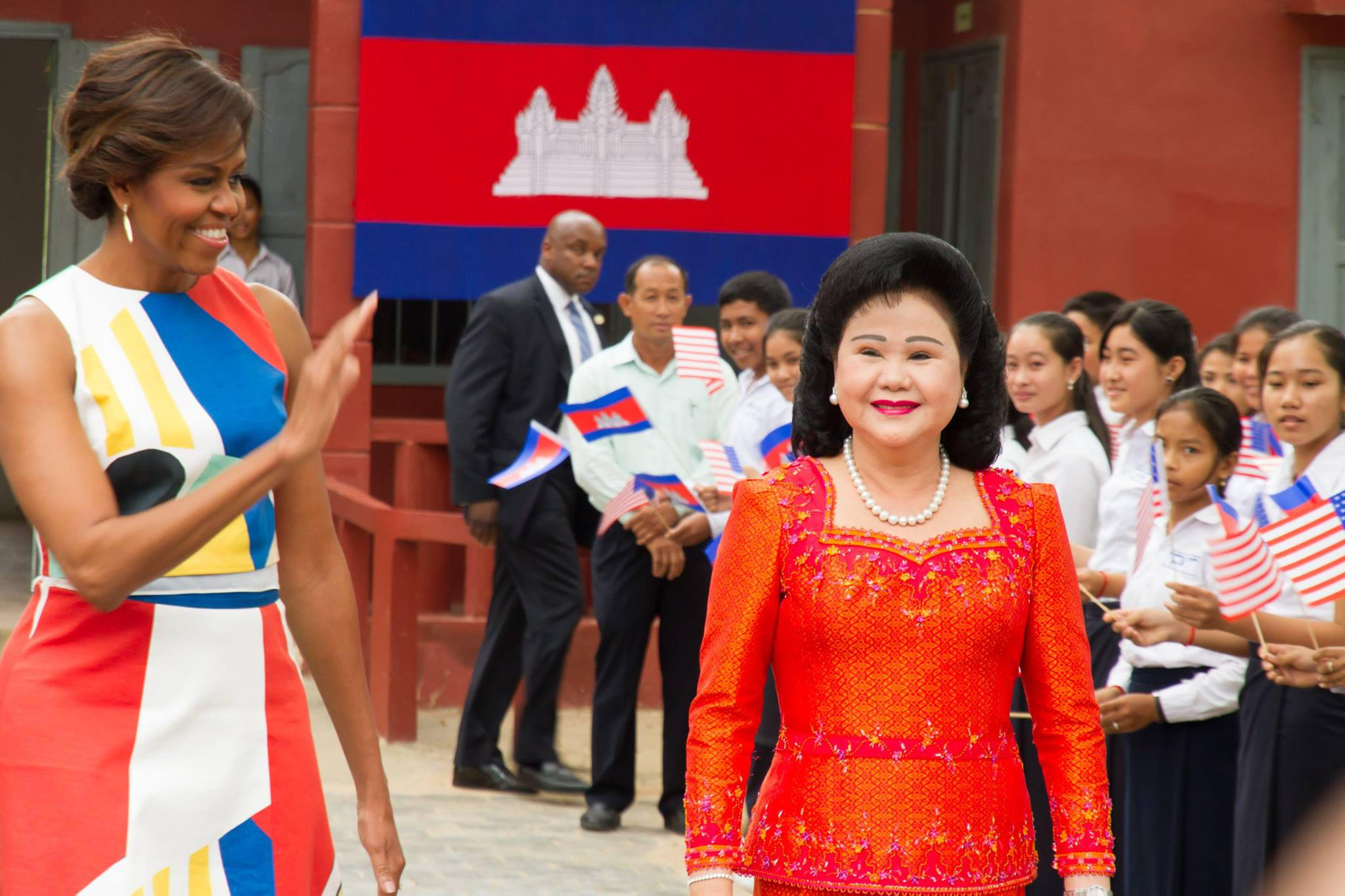
Бан Рені супроводжує першу леді Сполучених Штатів Мішель Обаму під час візиту до провінції Сієм Ріп 21 березня 2015 року.

У 1977 році червоні кхмери почали внутрішні чистки, спрямовані проти тих, кого підозрюють у нелояльності. Хун Сен, який піднявся до рангу командира батальйону, став параноїком і втік зі своїми послідовниками до В'єтнаму, де вони приєдналися до повстанської армії та зміни уряду, організованого в'єтнамцями напередодні його спроб повалення режиму червоних кхмерів. Бун Рені, яка залишилася на місці, була ув'язнена червоними кхмерами і побачила свого чоловіка знову майже через два роки, коли в'єтнамці вторглися в Камбоджу в 1979 році. Перемігши «червоних кхмерів» та окупувавши Камбоджу, в'єтнамці призначили Хун Сена віце-прем'єр-міністром і звільнили Бун Рані, яка потім почала організовувати сирітські будинки та школи для дітей-сиріт, залишених політикою геноциду червоних кхмерів. У 1985 році Хун Сен був призначений прем'єр-міністром, що дало Бун Рані кращу платформу для розширення як своєї економічної діяльності, так і її гуманітарної діяльності. Під час процесу тайсько-камбоджійського зближення після 1988 року вона налагодила тісні особисті стосунки з дружиною прем'єр-міністра Таїланду Чатічая Чунхавана і стала глибоко залучена до швидко зростаючої легальної та нелегальної торгівлі між Камбоджею та Таїландом. Будучи першою леді вона почала привертати увагу до тяжкого становища ВІЛ/СНІД, бідних та жіночих проблем. У квітні 1994 року на першому конгресі Камбоджійського Червоного Хреста вона була обрана його віце-президентом, а принцеса Енг Марі, дружина тодішнього співпрем'єр-міністра принца Нородома Ранаріта, була обрана президентом. На своєму другому конгресі в 1998 році Бун Рані було обрано президентом після того, як Хун Сен зміцнив свою владу, насильно скинувши та вигнавши Ранаріта.
Одними з основних моментів її перебування на посаді досі було створення п'яти центрів розвитку, розташованих по всій Камбоджі, з метою надання професійної та бізнес-навчання жінкам і бідним, організація та надання допомоги постраждалим від повеней, які регулярно затоплюють Камбоджу (2000, 2011 та 2013 рр., серед інших) та зусилля, спрямовані на підтримку Плану дій Генерального секретаря ООН щодо здоров'я жінок і дітей.

## Критика і суперечки
Як колишня дружина комуністична лідера, якого широко вважають деспотичним диктатором, Бун Рені не позбавлена недоброзичливців. Наприклад, у 2003 році Норанаріт Анандаят, радник принца Ранаріта, звинуватив її в політизації Червоного Хреста, всесвітньої організації, репутація якої заснована на її політичній нейтральності, шляхом передачі грошей від Камбоджійської народної партії (CPP) свого чоловіка селянам під час виборів. коли партіям заборонялося «робити подарунки» виборцям.
У жовтні 2013 року критики, включаючи принца Сісоота Томіко та Сема Рейнсі, звинуватили її у зловживанні своїм становищем, коли на заході Камбоджійського Червоного Хреста з ліквідації наслідків повені в Пайліні вона під час своєї промови, засуджувала опозиційну Партію національного порятунку Камбоджі (CNRP) на хвилі суперечливих національних виборів, які породили одні з найбільших протестів у Камбоджі за останні десятиліття.
У жовтні 1999 року, після публічного вбивства популярної камбоджійської актриси Пісіт Піліка, французький журнал L'Express стверджував, що щоденник актриси розповідав про любовний роман з Хун Сеном і називав Бун Рені організатором зйомки. Журнал також стверджував, що на смертному одрі актриса назвала Бун Рені, як можливу замовницю убивства, кільком людям. Бан Рені швидко спростувала ці звинувачення і оголосила, що висуне звинувачення проти L'Express за наклеп. Проте жодних звинувачень проти L'Express ніколи не висували.

## Групи за особливими інтересами
Камбоджа, офіційно багатопартійна демократія, насправді «залишається однопартійною державою, де домінують Камбоджійська народна партія та прем'єр-міністр Хун Сена, чоловіка Буна, колишнього чиновника червоних кхмерів при владі з 1985 року. Відкриті двері для нових інвестицій під час його правління дали найбільший доступ до групи друзів його та його дружини Бан Рені».

## Нагороди та відзнаки
Нижче наведено список нагород і відзнак Лок Чумтеав Бун Рані
- Листопад 2006 р. — Спільна програма ООН з ВІЛ/СНІДу та Азіатсько-Тихоокеанський форум лідерів (APLF) визнали Бан Рені як видатного чемпіона APLF
- Жовтень 2008 р. — Почесний доктор гуманітарних наук Камбоджійського університету[19]
- Червень 2009 р. — Почесний доктор економічних наук Жіночого університету Сеула
- Липень 2010 р. — Почесний доктор літератури Університету Чон Джу Південної Кореї
- Квітень 2010 р. — Почесний доктор освіти Університету Сілла, Пусан, Південна Корея
- Березень 2011 — король Сіхамоні присвоїв звання Kittiprittbandit Королівської академії Камбоджі